# Sun Studio (studio d'enregistrement)
Pour les articles homonymes, voir Sun Studio.
Sun Studio est un studio d'enregistrement fondé par Sam Phillips au 706 Union Avenue à Memphis, dans le Tennessee. Anciennement Memphis Recording Service, il partage le bâtiment avec le label discographique Sun Records. Le premier single de rock 'n' roll, Rocket 88, y a été enregistré en 1951, conduisant le studio à revendiquer le statut de « berceau du rock 'n' roll ». De nombreux artistes ont par la suite enregistrés au studio dont des artistes de blues et de country.